# SN 2009kr
SN 2009kr – supernowa typu II-L odkryta 13 listopada 2009 roku w galaktyce NGC 1832. Jej maksymalna jasność wynosiła 15,95m.